# Morpheus (datorprogram)
Morpheus är en fildelningsklient som ansluter till flera olika fildelningsnätverk. Programmet är skapat av StreamCastNetworks.. Sedan oktober 2008 är Morpheus officiella hemsida nerlagd mycket på grund av dyra juridiska konflikter med musikbolag